# Oggetti non stellari nella costellazione della Vergine
Principali oggetti non stellari visibili nella costellazione della Vergine.

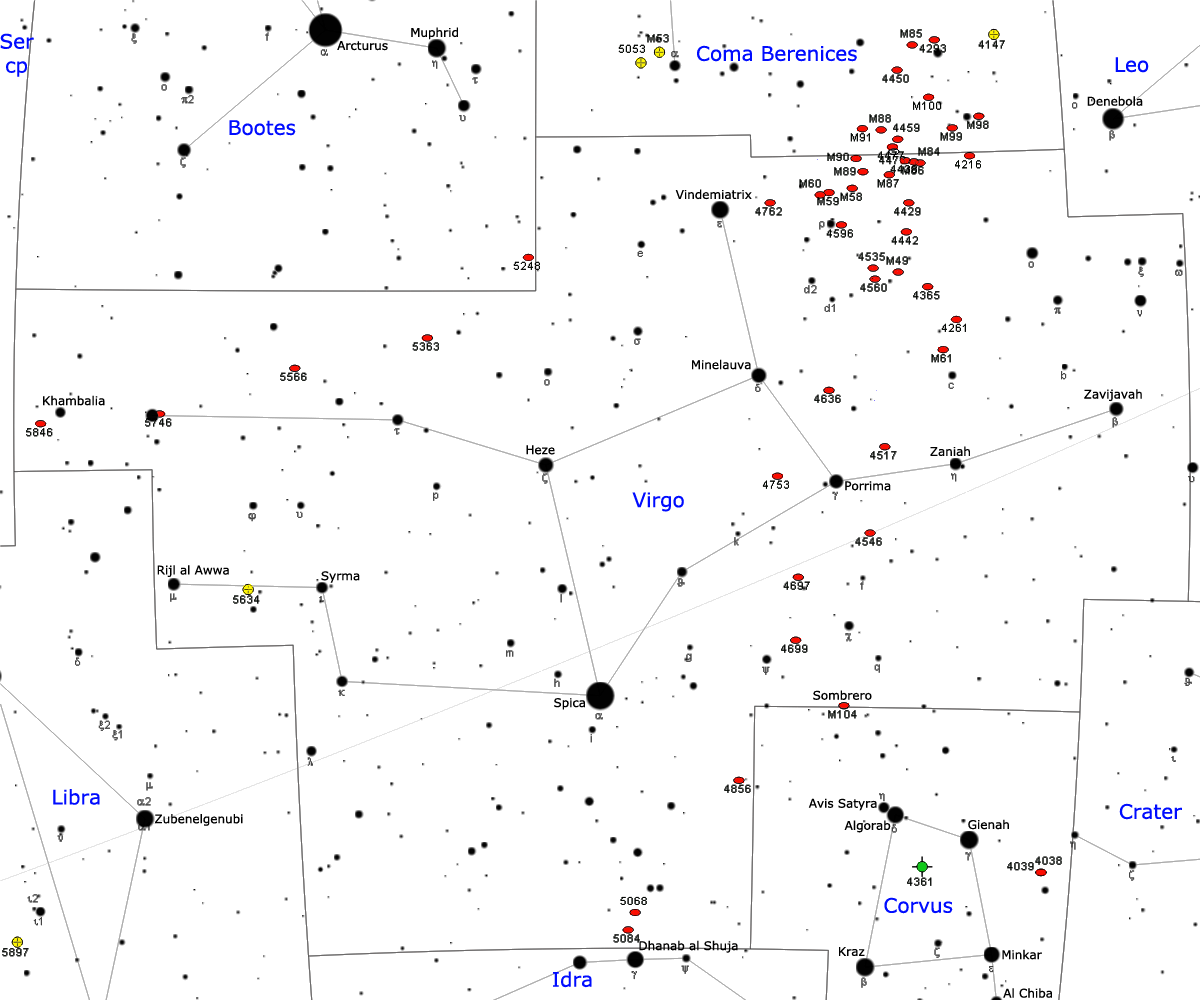
Mappa della costellazione della Vergine.

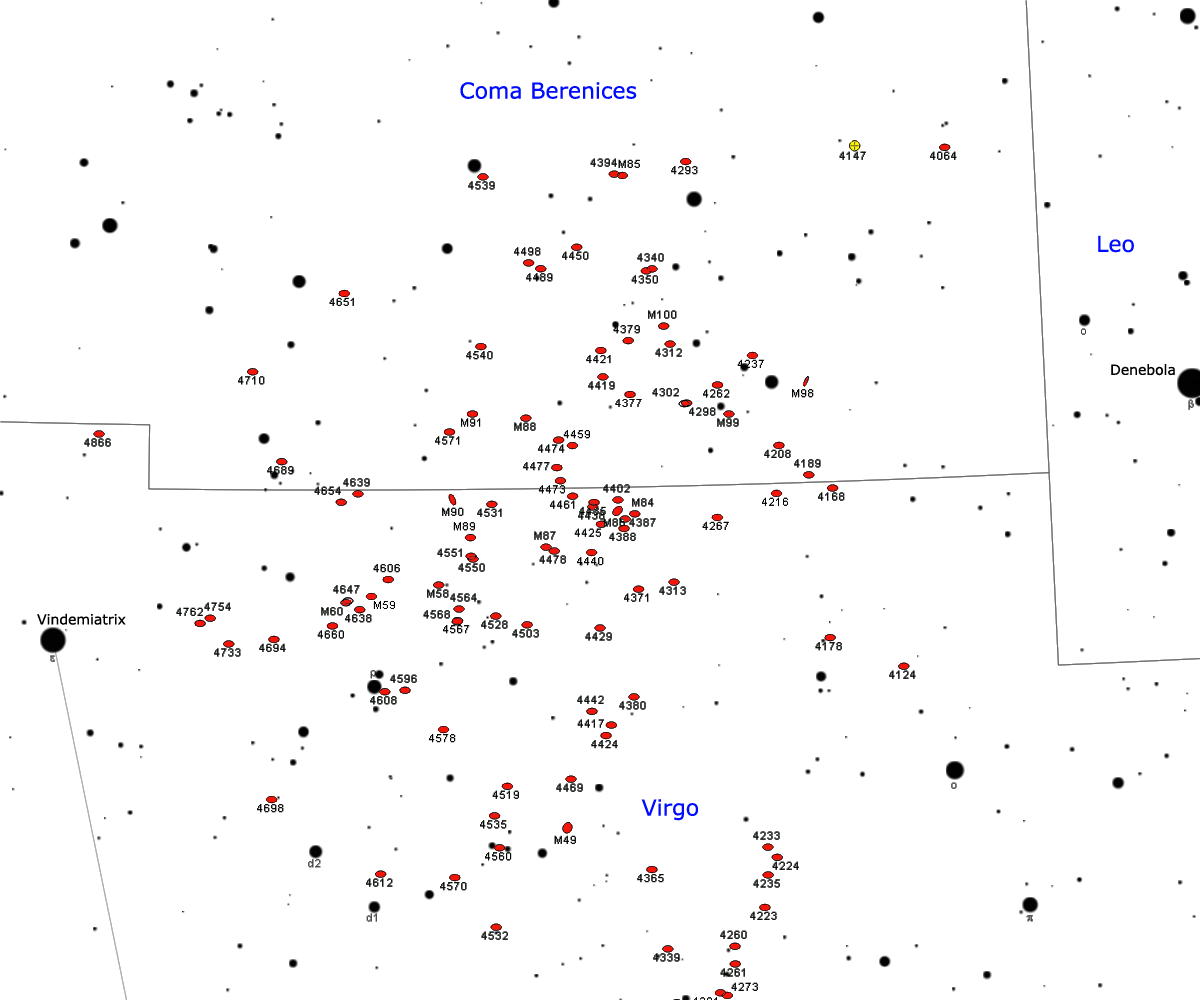
Mappa dell'ammasso di galassie della Chioma e della Vergine.

## Ammassi globulari
- NGC 5634

## Galassie
- A1689-zD1
- Abell 1835 IR1916
- Arp 116
- Arp 271
- Galassia Nana della Vergine I
- GR 8
- H-ATLAS J142935.3-002836
- IC 1101
- IC 3583
- LEDA 1245565
- M49
- M58
- M59
- M59-UCD3 (satellite di M59)
- M60
- M60-UCD1 (satellite di M60)
- M61
- M84
- M86
- M87
- M88
- M89
- M90
- M104 (Galassia Sombrero)
- NGC 4030
- NGC 4178
- NGC 4179
- NGC 4216
- NGC 4261
- NGC 4267
- NGC 4365
- NGC 4371
- NGC 4388
- NGC 4424
- NGC 4429
- NGC 4435
- NGC 4438
- NGC 4442
- NGC 4451
- NGC 4457
- NGC 4503
- NGC 4517
- NGC 4522
- NGC 4526
- NGC 4527
- NGC 4535
- NGC 4536
- NGC 4564
- NGC 4568
- NGC 4570
- NGC 4596
- NGC 4636
- NGC 4643
- NGC 4654
- NGC 4665
- NGC 4666
- NGC 4697
- NGC 4698
- NGC 4699
- NGC 4753
- NGC 4754
- NGC 4762
- NGC 4781
- NGC 4845
- NGC 4856
- NGC 4939
- NGC 4958
- NGC 5006
- NGC 5018
- NGC 5022
- NGC 5044
- NGC 5054
- NGC 5068
- NGC 5084
- NGC 5247
- NGC 5252
- NGC 5363
- NGC 5364
- NGC 5470
- NGC 5566
- NGC 5576
- NGC 5634
- NGC 5746
- NGC 5775
- NGC 5813
- NGC 5838
- NGC 5846
- POX 186
- RXJ1242-11
- UGC 8690

## Ammassi di galassie
- Abell 1689
- Abell 1835
- Ammasso della Vergine
- Catena di Markarian
- Complesso della Virgo III
- Gruppi della Virgo II
- Gruppo di NGC 4410
- Gruppo di NGC 5044
- Gruppo di NGC 5813
- HST J133617-00529
- MACS J1206.2-0847
- MACS J1311.0-0310
- RX J1347.5-1145
- Superammasso del Leone-Vergine
- Superammasso della Vergine-Chioma
- Superammasso della Vergine